# Relación de Redfield
La relación de Redfield o estequiometría de Redfield es la proporción molecular del carbono, el nitrógeno y el fósforo en el fitoplancton. La relación estequiométrica es C:N:P = 106:16:1. El término recibe el nombre del oceanógrafo estadounidense Alfred C. Redfield, quien la describió por primera vez en un artículo en 1934.

## Explicación
Redfield describió la notable congruencia entre la química del océano profundo y la química de los seres vivos en la superficie del océano. Ambos tienen relaciones N:P de alrededor de 16 (átomos por átomos). Cuando los nutrientes no son limitantes, la proporción molar de los elementos C:N:P en la mayor parte del fitoplancton es 106:16:1. Redfield pensó que no era pura casualidad que los grandes océanos tuvieran una química perfectamente ajustada a los requerimientos de los organismos vivos. Consideró como podrían interactuar los ciclos no sólo del N y del P sino también del C y el O para dar este resultado.
Mientras que la relación de Redfield es notablemente estable en el océano profundo, el fitoplancton puede tener grandes variaciones en la composición C:N:P, y sus estrategias vitales juegan un papel en la relación C:N:P, que hace que algunos investigadores especulen con que la relación de Redfield es quizás más un promedio general que un requerimiento específico para el crecimiento fitoplanctónico.
Las Diatomeas necesitan además otro nutriente, el silicio, para sus frústulos (paredes celulares) y la relación de los nutrientes que Redfield propuso para las diatomeas es C:Si:N:P = 106:15:16:1. den una respuesta